# Santo António da Charneca
Santo António da Charneca is een plaats (freguesia) in de Portugese gemeente Barreiro en telt 10.983 inwoners (2001).